# Andreas Ertl
Andreas Ertl (né le 20 septembre 1975) est un skieur alpin allemand.

## Championnats du Monde
- Championnats du monde de ski alpin 2005 à Bormio  Italie:
  -  Médaille d'or par équipes.

## Coupe du Monde
- Meilleur classement final: 85e en 1998.
- Meilleur résultat: 11e.